# CREDO (Projekt)
Cosmic-Ray Extremely Distributed Observatory (CREDO) (Superdisperses kosmisches Strahlenobservatorium) ist ein wissenschaftliches Projekt, das Ende August 2016 von polnischen Wissenschaftlern des Instituts für Kernphysik der Polnischen Akademie der Wissenschaften in Krakau initiiert wurde, um kosmische Strahlung zu erkennen und nach dunkler Materie zu suchen. Wissenschaftler aus der Tschechischen Republik, der Slowakei und Ungarn schlossen sich dem Projekt an. Ziel ist es, möglichst viele Menschen in die Konstruktion eines globalen Systems von Detektoren für kosmische Strahlung einzubeziehen. Dank eines lichtempfindlichen Sensors und eines GPS-Moduls ist ein Smartphone dazu als Detektor geeignet.